# Football aux Jeux africains de 2019
Navigation
2015 2023
Les compétitions de football aux Jeux africains de 2019 ont lieu du 16 au 30 août 2019 au Maroc.
La compétition est ouverte aux joueurs et joueuses de moins de 20 ans.

## Médaillés
| Épreuves         | Or | Argent | Bronze |
| ---------------- | --- | --- | --- |
| Tournoi masculin | Burkina Faso Francois Clement Bamouni Ali Bathie Ben Aziz Dao Sidibe Ben Daouda Elliass Dianda Ouattara Ibrahim Toure Ibrahim Issa Kaboré Nathanio Junior Kompaoré Kalifa Nikiema Djibril Cheick Ouattara Hamed Blakiss Ouattara Ismahila Ouédraogo Issiaka Ouédraogo Yashir Moustapha Ouédraogo Hugo Passega Mohamed Zegue Traore Abdoul Said Razack Yoda Tanou Bassory                                                  | Nigeria Ibrahim Abubakar Issa Gata Adeshina Abubakar Ghali Ahmad Peter Etim Eletu Chinonso Emeka Victor Arikpo Eteng Saeed Jibril Quadri Liameed Success Makanjuola Samuel Chijindum Nnoshiri Detan Banabars Ogundare Adewale Oladoye Zulkifilu Muhammad Rabiu Habibu Yakubu Sadiq Mike Zaruma Samuel Abdulmutallif Sanusi Yira Collins Sor Mathew Yakubu                                                                                                 | Sénégal Youssouph Badji Ibrahima Balde Mamadou Lamine Camara Mamadou Danfa Samba Diallo Birame Diaw Pape Ibrahima Dione Francois Hyapoute Djiba Ibrahima Dramé Bakary Goudiaby Dion Lopy Abdoulaye Niakhate Ndiaye Cheikhou Omar Ndiaye Moussa Ndiaye Ousseynou Niang Bacary Sane Pape Matar Sarr Baye Mor War |
| Tournoi féminin  | Nigeria Rebecca Omowunmi Ajimuda Cynthia Onyedekachi Aku Bashirat Amoo Precious Onyinyechi Christopher Joy Ndidi Duru Grace Chinyere Igboamalu Folashade Florence Ijamilusi Patricia Oluchi Innocent Catherine Ijeoma Kenneth Esther Momoh Gift Nyakno Monday Chiamaka Cynthia Nnadozie Christiana Chinaza Obia Akudo Ewomazino Ogbonna Zainab Yetunde Olapade Omowumi Oshobukola Uduakobong Monday Peter Dooshima Tarnum | Cameroun Jennifer Blandine Abodui Assongna Fadimatou Areyoutap Kome Ange Gabrielle Bawou Michaely Kyria Bihina Florence Fanta Vanessa Kalieu Moungoue Pachelle Alice Flora Kameni Djientieu Syrielle Mbofewuie Brigitte Yvana Mbomozomo Ntyame Viviane Mefire Peka Henriette Monkam Kamani Colette Ndzana Fegue Marie Gisele Divine Ngah Manga Julie Nina Nke Nke Diane Ndjie Tchanko Alexandra Takounda Engolo Claudia Voulania Dabda Moussa Zouwairatou | Maroc Douha Ahmamou Fatima Ezzahra Akif Jihan Barchi Sofia Bouftini Oumayma El Amrani Zineb Erroudany Oumaima Heddiya Nassima Jawad Samah Kharouach Noura Mouadni Fatima-Ezzahrae Ouhssain Zineb Redouani Fadoua Salbi Oumaima Soukki Salma Stiten Oumaima Tayar Soukaina Wahbi Salma Tammar                   |

## Tableau des médailles
| Rang  | Nation       | Or | Argent | Bronze | Total |
| ----- | ------------ | -- | ------ | ------ | ----- |
| 1     | Nigeria      | 1  | 1      | 0      | 2     |
| 2     | Burkina Faso | 1  | 0      | 0      | 1     |
| 3     | Cameroun     | 0  | 1      | 0      | 1     |
| 4     | Maroc        | 0  | 0      | 1      | 1     |
| 4     | Sénégal      | 0  | 0      | 1      | 1     |
| Total | Total        | 2  | 2      | 2      | 6     |